# Двойная порция
Двойна́я по́рция (оригинальное название — англ. Super Size Me) — документальный фильм, снятый в 2004 году Морганом Сперлоком, американским независимым кинопроизводителем, который исполнил главную роль.
Мировая премьера фильма состоялась 21 мая 2004 года.

## Сюжет
Фильм повествует об эксперименте: Морган питается в ресторанах быстрого питания (для эксперимента был выбран McDonald’s) — каждый день, три раза в день; в течение 30 дней Морган должен съесть каждое блюдо из меню McDonald’s хотя бы один раз. В течение 30 дней Морган не занимается спортом. Регулярно проводятся медицинские обследования с целью определить, какое влияние оказывает подобная диета на организм. Кроме этого, в фильме Морган пытается выяснить, какое влияние оказывает индустрия быстрого питания и как она поощряет производство низкокачественной пищи с целью получения прибыли.
Морган Сперлок, 33 года, был здоровым и стройным, его вес составлял 84,1 кг, а рост — 1,88 м. Через 30 дней он набрал 11,1 кг, увеличив, таким образом, массу своего тела на 13 %. Он испытывал перепады настроения, сексуальную дисфункцию, а также поражение печени. Для того, чтобы сбросить набранный в течение 30 дней лишний вес, понадобилось 14 месяцев.

## В ролях
- Морган Сперлок
- Бриджет Беннетт
- доктор Лиза Ганьху
- доктор Дэрил Айзэкс
- Александра Джеймисон
- доктор Стивен Сигел.

## Награды и номинации

### Награды
- 2004 — Sundance Film Festival
  - Режиссура документального фильма — Морган Сперлок
- 2004 — Эдинбургский кинофестиваль
  - Лучший новый режиссёр — Морган Сперлок

### Номинации
- 2005 — Премия «Оскар»
  - Лучший документальный фильм — Морган Сперлок
- 2004 — Sundance Film Festival
  - Приз Большого Жюри в категории «Документальное кино» — Морган Сперлок